# Fransoa Mansar
Fransoa Mansar (фр. François Mansart; 23. januar 1598 – 23. septembar 1666) bio je francuski arhitekta kome se pridaju zasluge za uvođenje klasicizma u baroknu arhitekturu Francuske. Enciklopedija Britanika ga navodi kao najveštijeg francuskog arhitektu 17. veka, čija su dela „poznata po visokom stepenu prefinjenosti, suptilnosti i elegancije”.
Mansar je, kao što je opšte poznato, široko koristio četvorostrani, dvonagibni gambrel krov sa prozorima na strmijoj nižoj padini, stvarajući dodatni prostor za stanovanje na tavanima, koji je na kraju dobio ime po njemu - mansardni krov.

## Karijera
Fransoa Mansar je rođen u porodici majstora stolara u Parizu. On nije bio obučen kao arhitekta; rodbina mu je pomogla da se obuči kao klesar i vajar. Smatra se da je naučio arhitektonske veštine u ateljeu Salomona de Brosa, najpopularnijeg arhitekte iz vremena vladavine Anrija .
Mansar je bio prepoznat od 1620-ih nadalje zbog svog stila i veštine kao arhitekta, ali je imao reputaciju tvrdoglavog i teškog perfekcioniste, koji je rušio svoje strukture da bi počeo iznova da ih gradi. Samo su najbogatiji sebi mogli da priušte da on radi za njih, jer su Mansarove građevine koštale „više novca nego što sam veliki Turčin poseduje”.
Jedini preživeli primer njegovog ranog rada je Šato de Balroa, građevina urađena po narudžbini Gastona, vojvoda od Orleansa, započeta 1626. godine. Sam vojvoda je bio toliko zadovoljan rezultatom da je pozvao Mansara da obnovi njegov dvorac Bloa (1635). Arhitekta je nameravao da u potpunosti iznova izgradi tu bivšu kraljevsku rezidenciju, ali njegov dizajn je osporen i samo je severno krilo rekonstruisano po Mansarovom dizajnu, vešto koristeći klasične redoslede. Godine 1632, Mansar je dizajnirao crkvu svete Marije Anđeoske, koristeći Panteon kao inspiraciju.
Većina Mansarovih građevina je kasnije rekonstruisana ili srušena. Najbolji očuvani primer njegovog zrelog stila je Šato de Mezon, koji jedinstveno zadržava originalni enterijer, uključujući veličanstveno stepenište. Struktura je strogo simetrična, sa mnogo pažnje posvećene reljefu. Smatra se da je najavila i inspirisala neoklasicizam 18. veka.
U 1640-im, Mansar je radio na samostanu i crkvi Val-de-Gras u Parizu, veoma poželjnoj narudžbini od Ane Austrijske. Njegovo navodna rasipnost dovela je do toga da je smenjen prilagodljivijim arhitektom, koji je u osnovi sledio Mansarov dizajn.
Tokom 1650-ih, Mansar je bio na meti političkih neprijatelja premijera kardinala Mazarina, za koga je Mansar često radio. Godine 1651, oni su objavili „La Mansarade”, pamflet u kome optužuju arhitektu za besnu ekstravaganciju i mahinacije.
Nakon što je Luj XIV stupio na tron, Mansar je izgubio mnoge od svojih porudžina u korist drugih arhitekata. Njegovi nacrti za preuređenje Luvra i kraljevskog mauzoleja u Set Deniju nikada nisu izvedeni, u slučaju Luvra zato što nije bio voljan da podnese detaljne planove. Neke od njegovih planova naknadno je ponovo koristio njegov unuk, Žil Arden-Mansar. Mansar je preminuo u Parizu 1666. godine.

## Nasleđe
Glavni lik Mansartove arhitekture je plemenitost i veličanstvo. Sve njegove studije težile su usavršavanju modela antike. Njegov profil je imao preciznost i ispravnost, i мало ко је bolje zamislio opštu distribuciju plana od njega. Ali zamerili su mu, što se potpuno udaljio od elegancije i gracioznosti karakterističnih za vek Fransoе I, što je preuveličao plemenitost i dostojanstvo da bi svojim zgradama dao još veličanstvenosti, što je pao u gravitaciju. Uprkos ovom prekoru, ne može mu se uskratiti čvrst um, plodna mašta, osećaj za lepo, a pre svega odbojnost prema neukusu, što je bilo prilično retko u njegovo vreme. Koliko god skroman, toliko i pametan, nikada nije bio zadovoljan svojim crtežima, čak ni kad su osvojili glasove poznavalaca. Uprkos ovim nedostacima, Fransoa Mansart je ipak smatran jednim od prvih francuskih arhitekata.
Većina brojnih i cenjenih građevina koje je podigao Mansart gotovo su sve nestale i poznate su samo na gravurama, ili sa spiska koji je ostavio Šarl Pero. Danas, jedino što je preostalo da se oceni talenat Fransoa Mansara, izvan Val-de-Grasa, jeste šato de Mezon-Lafit, koji je urezan u sedam ploča Marijeta. U Parizu je ostala samo obnovljena fasada hotela Karnavalet i protestantski hram u Mereu, ulica Sent-Antvan. Jedina netaknuta zgrada koja je danas ostala je Hotel de Genego, izgrađen između 1651. i 1655. godine za Anrija de Genega, grofa od Montbrisona, markiza de Plansija, kraljevog sekretara, glavnog računovođu i državnog savetnika.
Mansart je popularizovao upotrebu potkrovlja.

## Galerija
- Šato de Balroa, Mansarov najraniji preživeli rad
- Hram Sent Mari de Anž, izgrađen kao crkva svete Marije Anđeoske
- Šato de Mezon, definišući rad u francuskoj arhitekturi
- Crkva of Val-de-Gras, izgrađena za Anu od Austrije

## Literatura
- Perrault, Charles (1696), „François Mansart”, Les hommes illustres qui ont paru en France pendant ce siècle - avec leur portraits au naturel (на језику: French), 1 (2 vols. folio изд.), Paris, стр. 87—88
- Perrault, Charles (1697).  Antoine Dezallier, ур. „François Mansart architecte”. Les Hommes illustres qui ont paru en France pendant ce siècle (на језику: француски). Paris. 1 (2 vol. (100-[2], 102-[1], pl.) : ill. (portr.) ; in-fol): 87—88.
- Jean-Pierre Babelon; Mignot, Claude (1998).  Gallimard, ур. François Mansart, le génie de l'architecture (на језику: француски). Paris.
- Bauchal, Charles (1887).  André, Daly fils et, ур. Nouveau dictionnaire biographique et critique des architectes français (на језику: француски). Paris. стр. 395—6.
- Louis-Gabriel Michaud (1820).  Michaud frères, ур. Biographie universelle, ancienne et moderne (на језику: француски). Paris. стр. 502—3.
- Mignot, Claude (2016).  Le Passage, ур. François Mansart, un architecte artiste au siècle de Louis XIII et de Louis XIV (на језику: француски). Paris. ISBN 978-2-84742-344-0.
- Victor Ruprich-Robert (1875).  { A. Morel et, ур. L'Église et le monastère du Val-de-Grâce (на језику: француски). Paris. стр. 81—9.
- Une mansarde, ou toit « à la Mansart », contient terrasson et brisis
- Les architectes Jules Hardouin-Mansart et Pierre Delisle-Mansart ses petits-neveux et ont ajouté son nom de famille aux leurs par opportunisme.
- Les architectes Jacques Hardouin-Mansart de Sagonne et Jean Mansart de Jouy sont ses arrière-arrière-petits-neveux.
- Cachau, Philippe (2021). Les Mansart. Trois générations de génies de l'architecture.. lire en ligne : http://philippecachau.e-monsite.com/pages/mes-etudes.html
- Anatole de Montaiglon (1862). „La Mansarade, satire contre François Mansart suivi d'un arrêt de Louis XIV en faveur de la gravure”. Archives de l'art français. 2. 2: 242—266..
- Perrault, Charles (1697).  Antoine Dezallier, ур. „François Mansart architecte”. Les Hommes illustres qui ont paru en France pendant ce siècle (на језику: француски). Paris. 2: 87-88. Непознати параметар |DUPLICATE_volume= игнорисан (помоћ)
- Ayers, Andrew (2004). The Architecture of Paris. Stuttgart, London: Edition Axel Menges. ISBN 9783930698967.
- Berger, Robert W. (1985). Versailles: The Château of Louis XIV. University Park: The College Arts Association.
- Berger, Robert W. (1993). The Palace of the Sun: The Louvre of Louis XIV. University Park: The Pennsylvania State University Press. ISBN 9780271008479.
- Cabanne, Perre (1988), L'Art Classique et le Baroque, Paris: Larousse, ISBN 978-2-03-583324-2
- Ducher, Robert (1988). Caractéristique des styles. Paris: Flammarion. ISBN 2-08-011539-1.
- Hopkins, Owen (2014). Les styles en architecture. Dunod. ISBN 978-2-10-070689-1.
- Lemerle, Frédérique  & Yves Pauwels (2008). "Baroque Architecture", Flammarion, 2008.
- Millon, Henry A., ed. (1999), The Triumph of the Baroque: Architecture in Europe, 1600–1750.
- Prina, Francesca; Demartini, Elena (2006). Petite encylopédie de l'architecture. Paris: Solar. ISBN 2-263-04096-X.
- Summerson, John (1963). The Classical Language of Architecture. Cambridge, Massachusetts: The MIT Press. ISBN 9780262690126.
- Texier, Simon (2012). Paris- Panorama de l'architecture. Parigramme. ISBN 978-2-84096-667-8.
- Blondel, Jacques-François Architecture françoise. 1752.. reimpression of 1904, vol. 2. Paris: Librairie centrale des Beaux-Arts.
- Morgan, Jeanne (1985). Perrault's Morals for Moderns. New York, Berne, Frankfurt am Main: Peter Lang Publishing. 1985. ISBN 0820402303.
- Zarucchi, Jeanne Morgan (2003), Seventeenth-Century French Writers, Detroit: Gale, ISBN 978-0-7876-6012-3
- Zarucchi, Jeanne Morgan (2013). „Perrault's Memoirs and Bernini: A Reconsideration”. Renaissance Studies. 27 (3): 356—70. doi:10.1111/j.1477-4658.2012.00814.x..
- Perrault, Charles, Charles Perrault: Memoirs of My Life, edited and translated by Jeanne Morgan Zarucchi. Charles Perrault: Memoirs of My Life. Columbia, Missouri: University of Missouri Press. 1989. ISBN 0826206670.
- Perrault, Charles (1696), Les hommes illustres qui ont paru en France pendant ce siècle – avec leur portraits au naturel (на језику: француски), 1 (2 vols. folio изд.), Paris
- Perrault, Charles (1701), Les hommes illustres qui ont paru en France pendant ce siècle – avec leur portraits au naturel (на језику: француски), 2 (2 vols. folio изд.), Paris
- Ozell, John, Characters historical panegyrical of the Greatest men that have appeared in France during the last century 1704–5 (2 volumes 8vo изд.) vol. 1 (1704), [vol. 2] (1705) (English translation without the portraits)
- Mirimonde, Albert P. de (1972), „La musique dans le "cabinet des beaux-arts" de Charles Perrault”, Bulletin de la Société de l'Histoire de l'Art Français: 77—85